# Ahmedabad
Ahmedabad er den største by i den indiske delstat Gujarat. Byen ligger ved Sabarmati-floden, og er opkaldt efter Ahmad Shah. Sidi Sayid-moskéen ligger her.